# Proletarizace
Proletarizace je společenský proces, během kterého se lidé přesouvají z pozice zaměstnavatele nebo podnikatele do pracující třídy a jejich podniky jsou dány do rukou státu nebo vládnoucí moci. Střední třídě je odebrán (znárodněn) majetek (tzn. střední třída si projde procesem proletarizace) a následně se stane proletariátem. Důsledkem a smyslem je navození “rovnosti” a pocitu ve společnosti, že majetek je “všech”. Proletarizace je často považována za nejdůležitější formu sestupující společenské pohyblivosti.

## Definice pojmu
Proletarizace vzniká současně spolu se znárodněním a kolektivizací. Jedná se o deklasování středních vrstev, buržoazie, rolnictva a inteligence za kapitalismu, spojené s přechodem do řad proletariátu. To konkrétně znamená, že příslušníci tzv. “střední třídy” (rolníci, řemeslníci, drobní podnikatelé atd.) se proměňují v proletariát v důsledku ztráty majetku. Jde o proces historicky související s rozvojem velkoprůmyslu a zemědělské velkovýroby v kapitalistickém systému. Pojem byl v tomto smyslu poprvé použit švýcarským historikem a politickým ekonomem Jeanem Charlesem Léonardem de Sismondim.

## Marxův pohled
Z pohledu spoluautora Komunistického manifestu, ekonoma a politologa Karla Marxe, byl proces proletarizace opakem akumulace kapitálu. Růst kapitálu znamená růst pracující třídy. Rozmach kapitalistů na trhu zahrnuje procesy primitivní akumulace a privatizace, což mělo za důsledek převod aktiv/majetku do rukou kapitalistů a to ve výsledku znamenalo bohatství pro méně lidí. Právě v době kapitalismu se tedy jednalo o zbavení vlastnictví výrobních prostředků malovýrobců, což vedlo k jejich ekonomické závislosti na vlastnících výrobních prostředků. Taktéž je nutil k prodeji vlastní pracovní síly za mzdu nebo plat, protože postrádali jiné druhy příjmů/aktiv. Materialismus, jenž je založen na rozporech mezi kapitalistickou společností a souvisí s proletarizací, vedl dle Karla Marxe k revolucím. Karel Marx věřil, že proletariát by mohl nahradit buržoazii jako “poslední třída v historii”. Karl Marx se také v jeho teorii tříd o proletarizaci vyjadřuje jako o inherentním (tj. neodmyslitelném) rysu v rozvoji kapitalismu. Jde o proces, při kterém je střední vrstva pohlcována proletariátem a kontrast mezi dělnickou a kapitalistickou třídou se prohlubuje.

## Analýza odborníků
Odborníci zabývající se analýzou sociálních tříd dlouho kritizovali Karla Marxe s Friedrichem Engelsem za ignorování rostoucího významu takzvané nové střední třídy pokročilých kapitalistických společností: rozšířil se totiž počet manažerů, správců a profesionálů. Někteří marxističtí sociologové naopak argumentovali, že pouze kreslí abstraktní obraz čistého typu kapitalistického systému, zatímco podrobnější Marxovy spisy jinde uznávají složitost skutečně existujících společností.
Je samozřejmě pravdou, že například v Kapitálu Karel Marx poznamenává, že rozvoj akciových společností má tendenci oddělovat řízení práce od vlastnictví kapitálu.

## Současnost
V současnosti se v sociologii proletarizace řeší především v souvislosti s vědeckotechnickým pokrokem. Jeden argument hovoří o tzv. deproletarizaci, kdy je poukázáno na zvyšování životní úrovně dělnické třídy a na snižování počtu manuálně pracujících, k němuž dochází v důsledku zvyšující se obtížnosti práce, sílících potřeb odborných nemanuálních pracovníků a eliminace rutinních manuálních pracovních míst. Také se dá mluvit o přirozené lidské touze po mnohdy lehčí, nemanuální práci. Druhý argument hovoří o průmyslově rozvinutých kapitalistických zemích, v jejichž sociální struktuře roste podíl příslušníků dělnické třídy v důsledku postupného mizení nedělnických pracovních míst a naopak vzniku nových dělnických pracovních míst. Pracovní podmínky dělnické třídy začínají být tedy typické i pro nemanuální pracovníky. Tato forma proletarizace je chápána jako dekvalifikace, ztráta nezávislosti v pracovním procesu.